# Лысьвенский металлургический завод

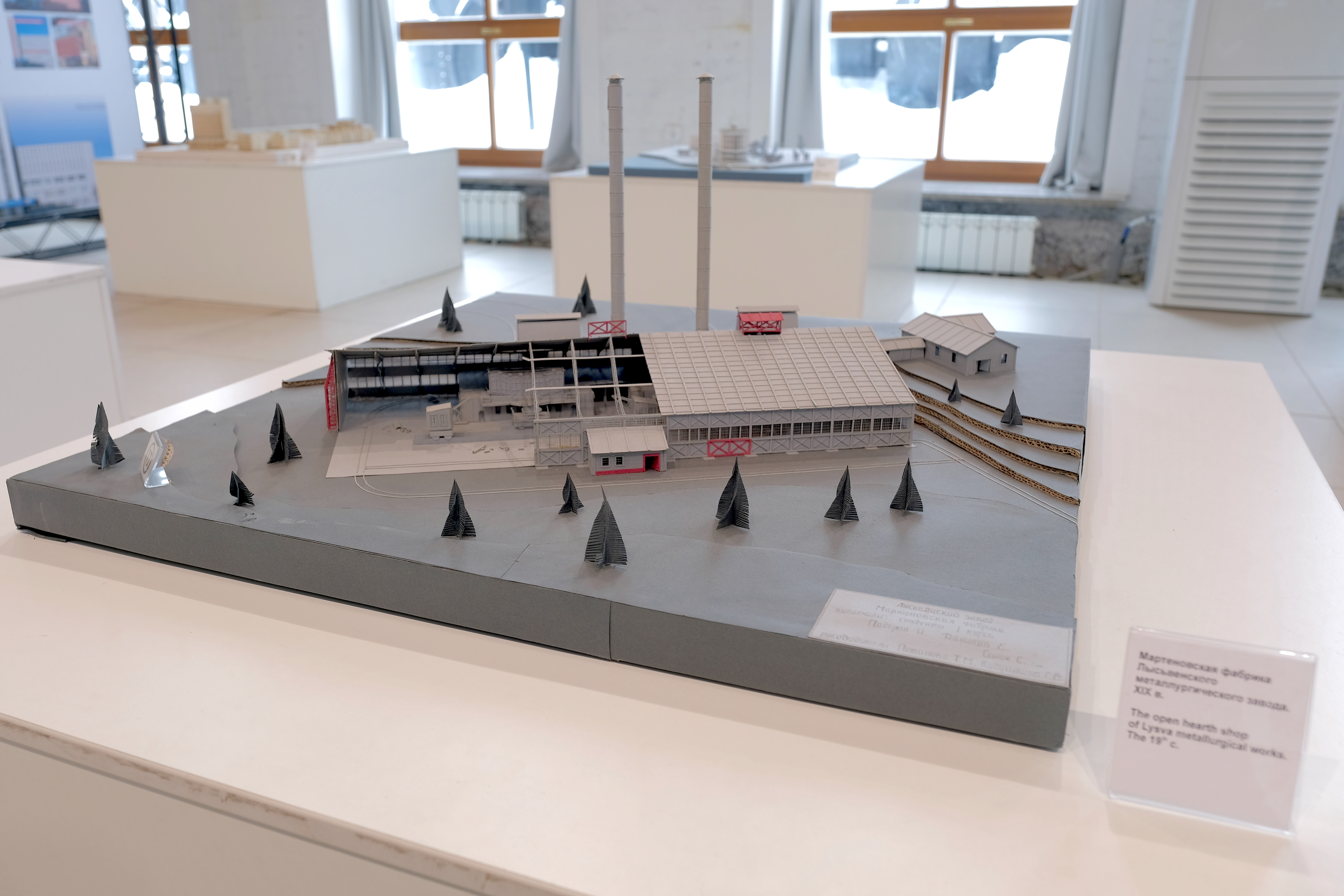
Модель заводских сооружений в Музее архитектуры и дизайна в Екатеринбурге

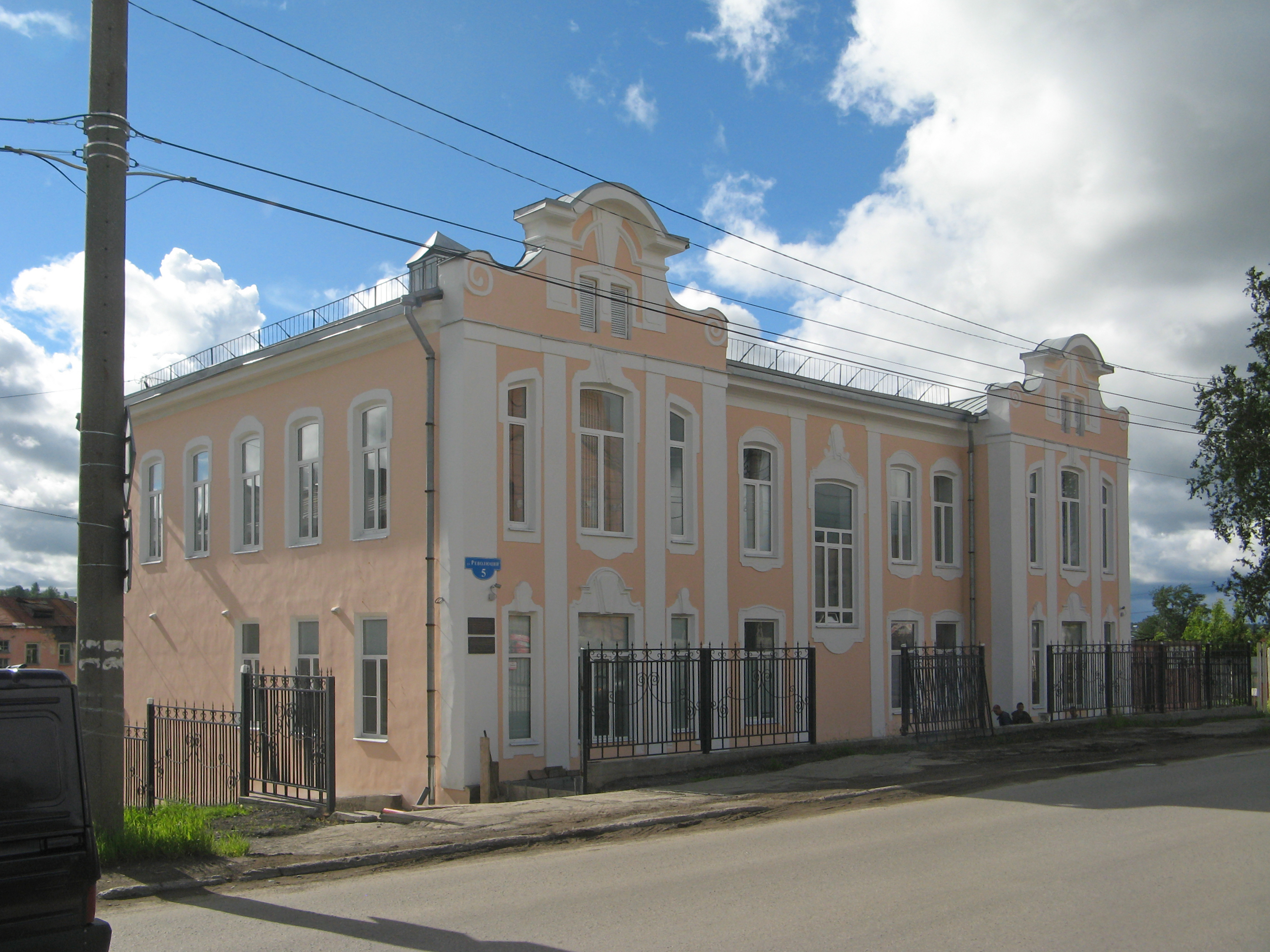
Здание заводской конторы в Лысьве

Лысьвенский металлургический завод (ЛМЗ) — металлургический завод, основанный в 1785 году семьёй князя Бориса Григорьевича Шаховского — одно из старейших предприятий Урала. Завод расположен в городе Лысьва Пермского края. ЛМЗ — единственный в России производитель электролитически оцинкованного проката и проката с полимерными покрытиями на его основе. Полное название — Закрытое акционерное общество «Лысьвенский металлургический завод».

## История
Строительство завода началось в 1785 году В. А. Шаховской для производства чугуна и изделий из него, в последующие периоды были построены новые цеха и фабрики, в которых изготавливалась кованая, прокатная и другая металлопродукция.
В XIX веке собственником завода стал граф П. П. Шувалов, который дал предприятию фамильный герб семьи — единорога. Изображение этого мифического животного стало фирменным клеймом завода и служило гарантом высокого качества лысьвенского листового железа как в России, так и за её пределами. Из металла уральского предприятия были изготовлены кровли Собора Парижской Богоматери, Британского парламента и других известных зданий.
27 декабря 1787 года доменная печь выдала первую плавку, на заводе началось производство мелкосортного железа и металлоизделий. В 1851 году на заводе было запущено листопрокатное производство.
В 1900 году продукция завода выставлялась на Всемирной выставке в Париже, завоевав высшую награду и золотая медаль. В 1913 году был начат выпуск первых изделий эмалированной посуды. В 1914 году на заводе произошла забастовка, переросшая в восстание.
По состоянию на 1929 год, Лысьвенский завод выпускал 43 % хромированной жести от всего союзного производства. В 1934 году на заводе впервые в стране было освоено производство автомобильного листа.
В годы Великой Отечественной войны завод был единственным предприятием в стране, производящим стальные шлемы СШ-40 (солдатские каски). Всего за годы войны было изготовлено более 10 млн таких шлемов. За успешное выполнение заданий Государственного комитета обороны завод (в годы войны — Завод № 700 Народного комиссариата чёрной металлургии) был награждён орденом Ленина (1942 год) и орденом Отечественной войны I степени (1945 год).
В 1938—1940 гг. был освоен выпуск стальных нагрудников (щитков) СН-40А, которые впервые прошли испытания в боевых условиях в Советско-Финской войне 1939—1940 гг. С началом Великой Отечественной войны в соответствии с указанием ГКО СССР производство индивидуальных средств защиты для РККА возобновилось, и уже в августе 1941 г. пробная партия успешно прошла испытания на полигоне стрелкового вооружения в п. Щурово Московской области (ПермГАНИ. Ф. 105. Оп. 7. Д. 58. Л. 90). В акте об испытании было описано, что нагрудник достаточно надежно предохраняет грудь и полость живота бойца от поражения тяжелой пулей при стрельбе из винтовки, а также гранат РГД-33 и Ф-1, при разрыве последних даже непосредственно у нагрудника пробивным действием не обладают, а дают лишь незначительные царапины на его поверхности.
Во второй половине 1941 года на предприятии были изготовлены заменители дефицитных материалов, таких как олово и бронза, а экономия от их внедрения направлена в Фонд Обороны (ПермГАНИ. Ф. 105. Оп. 7. Д. 369. Л. 11). Ближе к 1942 году началось производство взрыватели, корпуса для снарядов, респираторные коробки, световые и зажигательные авиабомбы, бидоны для авиабензина и авиамасла, металлический раскрой для пороховой укупорки, щитки, каски и армейские котелки (ПермГАНИ. Ф. 105. Оп. 8. Д. 367. Л. 10 об.). 15 декабря 1942 года ГКО СССР принял распоряжение о передаче на ТЭЦ завода № 700 турбогенератора.
В 1979 году было закончено строительство комплекса по производству холоднокатаного листового проката и жести с защитными покрытиями, начинается промышленное производство этих видов продукции. В 1998 году был начат выпуск проката с защитными покрытиями для семейства автомобилей ВАЗ-2110 шириной до 1100 мм.
В 2001—2003 годы была проведена реконструкция агрегатов электролитического цинкования, начато производство электрооцинкованного автомобильного листа шириной до 1600 мм. В 2006 году завод вошёл в состав Лысьвенской металлургической компании (ранее — ГК «Инсаюр»). В 2007 году была проведена модернизация агрегатов нанесения защитных покрытий, увеличена мощность по производству элекрооцинкованного автомобильного листа до 170 тыс. тонн в год и проката с полимерными покрытиями до 120 тыс. тонн в год. В 2008 году были запущены агрегат продольной резки полосы, установка для пассивации цинкового покрытия и правильно-растяжная машина.
В 2009—2012 года были введены в эксплуатацию оборудование для нанесения финишного лакокрасочного покрытия, установка нанесения транспорентной плёнки. В 2013 году на заводе была начата реализация проекта строительства Листопрокатного комплекса. В 2016 году завод стал лауреатом выставки «Металл-Экспо» за внедрение в производство проката тонколистового с декоративным полимерным покрытием.
Выпускающий посуду и выпускавший печи завод ОАО «ЛЗЭП» входит в состав Лысьвенской металлургической компании (ЛМК). Сейчас выпуском печей занимается ООО «ЛЗБТ», не входящее в состав ЛМК.
В декабре 2017 года ПАО «ММК» приобрело 100 % ООО «ЛМЗ» у самарской компании «Инсаюр», стоимость сделки составила 614 млн руб.
В октябре 2021 года в городскую прокуратуру поступила информация о загрязнении реки Лысьвы. В ходе проверки, были взяты пробы реки и сточных вод. Было обнаружено превышение предельно допустимых концентраций загрязняющих веществ. Пермская прокуратура возбудила в отношении предприятия шесть административных дел.

## Собственники и руководство
Предприятие входит в ГК «Лысьвенская металлургическая компания» (город Тольятти, Самарская область). Председатель совета директоров: Киселёв Юрий Васильевич. Управляющий директор: Родионов Виктор Николаевич.
В 2017 году интерес к приобретению предприятия проявил «Магнитогорский металлургический комбинат». В декабре 2017 Магнитогорский металлургический комбинат завершил сделку по приобретению 100 % активов группы ЛМК.